# Astragalus asterias
Astragalus asterias là một loài thực vật có hoa trong họ Đậu. Loài này được Steven miêu tả khoa học đầu tiên.